# Dune (gruppo musicale)
Dune è un gruppo musicale di musica rave, happy hardcore, techno, trance progressive tedesco. La band prese il nome dai romanzi di fantascienza Dune di Frank Herbert.

## Carriera musicale
Il gruppo si formò nel 1995 e si divise a causa dell'abbandono della band da parte di Verena von Strenge, la loro cantante, avvenuto nel 2000, prima che potessero pubblicare il loro album Reunion (l'album non fu pubblicato a causa di problemi legali che bloccarono il singolo Heaven). Dopo una piccola pausa, i Dune annunciarono la pubblicazione di un nuovo singolo, intitolato Dark Side Of The Moon, e il ritorno di Verena von Strenge. Il loro ultimo singolo fu Rainbow To The Stars 2003, pubblicato il 23 giugno 2003.

## Membri
- Oliver Froning (1995-)
- Jens Oettrich (1995-)
- Bernd Burhoff (1995-)
- Verena von Strenge (1995-1997, 1999-2000)
- Vanessa Hörster (1997-1998)
- Tina Lacebal (1998)

## Discografia

### Album
- 1995 - Dune
- 1996 - Expedicion
- 1996 - Live!
- 1997 - Forever
- 1998 - Forever and Ever
- 1998 - 5 (non pubblicato)
- 2000 - Reunion (non pubblicato per questioni legali)
- 2000 - History

### Singoli
- 1995 - Hardcore Vibes
- 1995 - Are You Ready to Fly
- 1995 - Can't Stop Raving
- 1996 - Rainbow to the Stars
- 1996 - Hand in Hand
- 1996 - Million Miles from Home
- 1996 - Who Wants to Live Forever
- 1997 - Nothing Compares 2 U
- 1997 - Keep the Secret
- 1998 - Electric Heaven
- 1998 - One of Us
- 1999 - Dark Side of the Moon (1999)
- 2000 - Heaven (non pubblicata per questioni legali)
- 2000 - Hardcore Vibes 2000
- 2003 - Rainbow to the Stars 2003
- 2016 - Magic Carpet Ride
- 2017 - Starchild